# Frank Berghuis
Frank Berghuis (Vierhouten, 2 maggio 1967) è un allenatore di calcio ed ex calciatore olandese, di ruolo centrocampista.